# Allobaccha marginata
Allobaccha marginata är en tvåvingeart som först beskrevs av Mario Bezzi 1915.  Allobaccha marginata ingår i släktet Allobaccha och familjen blomflugor. Inga underarter finns listade i Catalogue of Life.